# Sociální poradenství
Sociální poradenství je proces pomoci a vedení klientů, zejména vyškolenou osobou na profesionálním základě, k řešení osobních, sociálních nebo psychologických problémů a obtíží.

## Historie
Sociální poradenství se vyvinulo ze všeobecného sociálně-právního poradenství, které v 90. letech 20. století rozvíjely zejména občanské poradny či některé poradny pro osoby zdravotně postižené.

## Základní sociální poradenství
Poskytuje informace o nárocích, službách a možnostech, které mohou vyřešit nebo zmírnit obtížnou situaci člověka. Poskytované informace vyplývají ze systému sociální ochrany občana, k němuž patří pojištění, podpora, pomoc, nebo ze systému, který zajišťuje zaměstnanost. Cílem rozvinutého sociálního poradenství je poskytovat informace co nejblíže bydlišti nebo pracovišti, příp. zařízení, v němž se člověk nachází. Součástí základního poradenství je i zprostředkování další potřebné odborné pomoci.

## Odborné sociální poradenství
Poskytuje přímou pomoc lidem při řešení jejich sociálních problémů. Jde zejména o problémy v manželském nebo mezi generačním soužití, v péči o děti, starší a zdravotně postižené osoby, o osoby propuštěné z výkonu trestu. Odborná pomoc je zaměřena na konkrétní pomoc a praktické řešení obtížné sociální situace člověka. Nejčastěji jde o situaci hmotné nebo sociální nouze, příp. o souběh obou. Součástí odborného poradenství jsou i terapeutické činnosti. V tomto smyslu jde především o oblast rodiny a manželských či partnerských vztahů, důsledků zdravotního postižení, problematiky pachatelů trestné činnosti a delikventních jedinců, drogových a jiných závislost", tzv. následné péče, týkající se osob, které odcházejí z ústavní nebo ochranné výchovy a pěstounské péče. Patří sem i oblast životních krizí, rozvodové a porozvodové situace apod. Na děti je zaměřeno odborné poradenství především ve vztahu k jejich týrání a zneužívání, při hrubém zanedbávání péče.

## Cíle sociálního poradenství
- doprovázet uživatele při jednání s poskytovatelem sociálních služeb
- poskytovat poradenství ve vztahu ke smlouvě mezi uživatelem a poskytovatelem sociální služby
- zajišťovat poradenskou podporu v situacích souvisejících se žádostmi, rozhodováním, poskytováním, užitím a kontrolou příspěvku na péči

## Průběh poradenského procesu
1. Navazování vztahu
2. Shromažďování informací, popis problému a jeho hodnocení
3. Stanovení cílů, plány jednání, intervencí, oslabení tíživosti situace
4. Vlastní průběh řešení, uskutečnění intervencí a smíření se s okolnostmi, které nelze ovlivnit
5. Zpětná vazba, zhodnocení průběhu práce a její závěr[4]

## Fáze podpory při poradenské činnosti
- Příprava smlouvy
- Uzavření smlouvy
- Monitorování plnění podmínek stanovených smlouvou a pomoc při eventuálních sporech

## Zařízení poskytující sociální poradenství
- Sociální poradny
- Občanské poradny